# Норберт Рацірахонана
Норберт Рацірахонана (малаг. Norbert Lala Ratsirahonana; народ. 18 листопада 1938, Анціранана, Мадагаскар) — мадагаскарський політик, державний діяч, президент Мадагаскару з 5 вересня 1996 по 9 лютого 1997, прем'єр-міністр Мадагаскару з 28 травня 1996 по 21 лютого 1997.

## Біографія
Норберт Рацірахонана народився 18 листопада 1938 року в Анциранані, в регіоні Діана на Мадагаскарі.
Заснував і очолив партію «Asa Vita no Ifampitsarana» («Judged By Your Work»), яка виступала проти президента Дідьє Раціракі. Ця партія стала частиною коаліції, яка обрала Альберта Зафі на пост президента в 1993 році.
28 травня 1996, коли прем'єр-міністр був зміщений парламентом через вотум недовіри, Зафі призначив Рацірахонану на посаду президента Верховного Конституційного суду. Незабаром після цього, Зафі був усунутий з посади і, 5 вересня 1996 року Рацірахонана став виконуючим обов'язки президента Мадагаскару. Президентські вибори було проведено 3 листопада 1996 року, за результатами яких Рацірахонана зайняв четверте місце (після Раціраки, Зафі і Разафімахалео) з 10.14 % голосів.
У другому турі, що відбувся 29 грудня, Рацірахонана підтримав Зафі, але переміг Рацірака. Рацірахонана залишив посаду президента, коли Рацірака склав присягу, 9 лютого 1997 року. Дванадцять днів по тому він також втратив пост прем'єр-міністра, а його партія завоювала лише 13 із 150 місць в парламенті на виборах 1998 року.
У вересні 1997 року Рацірахонана став головою Національного виконавчого комітету опозиційної коаліції.
У грудні 2001 року Рацірахонана не брав участі в президентських виборах і схвалив кандидатуру Марка Равалуманани. Був призначений «послом» президента, однак в 2006 році подав у відставку з посади і в серпні того ж року висунув свою кандидатуру на президентських виборах, призначених на 3 грудня. За офіційними даними, він отримав 4,22 % голосів і посів п'яте місце (в провінції Антананаріву — 7,14 % голосів).
Після того, як стався військовий переворот 2009 року, і було оголошено, що президентом стане лідер опозиції Андрі Радзуеліна, 17 березня 2009 року Рацірахонана був присутній в якості ведучого церемонії. 31 березня 2009 року Радзуеліна призначив Рацірахонану одним з 44 членів Вищої перехідної адміністрації.